# Most za pešce in kolesarje preko Drave na Ptuju
Most za pešce in kolesarje čez reko Dravo na Ptuju leži na mestu nekdanjega starega lesenega mostu in povezuje Dravsko ulico oz. staro mestno jedro Ptuja z Zadružnim trgom. 

## Osnovni podatki
Most dolžine 154 metrov je zasnovan s konstrukcijo iz sovprežnega jeklenega prostorskega paličja in ima betonsko pohodno površino. Vitek in tanek most se v loku pne preko reke Drave in odpira poglede na staro mestno središče.  Odprta jeklena konstrukcija mostu leži na štirih rečnih in dveh brežnih podporah, katerih geometrija spominja na nekdanje lesene podpore mostu. Zgrajen je bil zaradi hitro naraščajočega prometa in nevarnosti za pešce in kolesarje na leta 1959 zgrajenem železobetonskem mostu čez Dravo. 

## Galerija
- Most za pešce in kolesarje čez Dravo s starim mestnim jedrom Ptuja v ozadju
- Pogled na most za pešce in kolesarje s ptujskega gradu
- Most in ptujska panorama leta 2016